# Karayaka
Le Karayaka (trad. litt. : « Cou noir ») est une race de mouton domestique de Turquie. La race appartient au groupe des races sans queue grasse et est utilisée aussi bien pour la production de laine que pour le lait et la viande.

## Origine
L'origine exacte de la race est inconnue mais son nom et sa distribution peuvent indiquer le village de Karayaka, dans la province de Tokat, comme berceau de la race. Elle est présente le long de la mer Noire, au nord de l'Anatolie. La pureté de la race a été en grande partie conservée grâce à son isolation géographique.

## Description
Le Karayaka se présente sous deux formes : le Çakrak et le Karagöz. Le Karagöz (trad. litt. : « œil noir ») est le plus courant avec une toison blanche, une tête blanche avec le tour des yeux noirs et des taches noires sur les pattes. Le Çakrak a la toison blanche et la tête et les pattes entièrement noires. Il est plus grand que le Karagöz mais est moins résistant au froid. Un petit pourcentage d'individus (10%) peuvent présenter une toison noire ou brune. Bien qu'appartenant au groupe des races sans queue grasse, une petite boule de graisse peut parfois apparaître à la base de la queue.
Les brebis n'ont pas de cornes et pèsent entre 30 et 40 kg pour une taille moyenne de 61 cm. Les béliers portent des cornes spiralées.

## Élevage et production

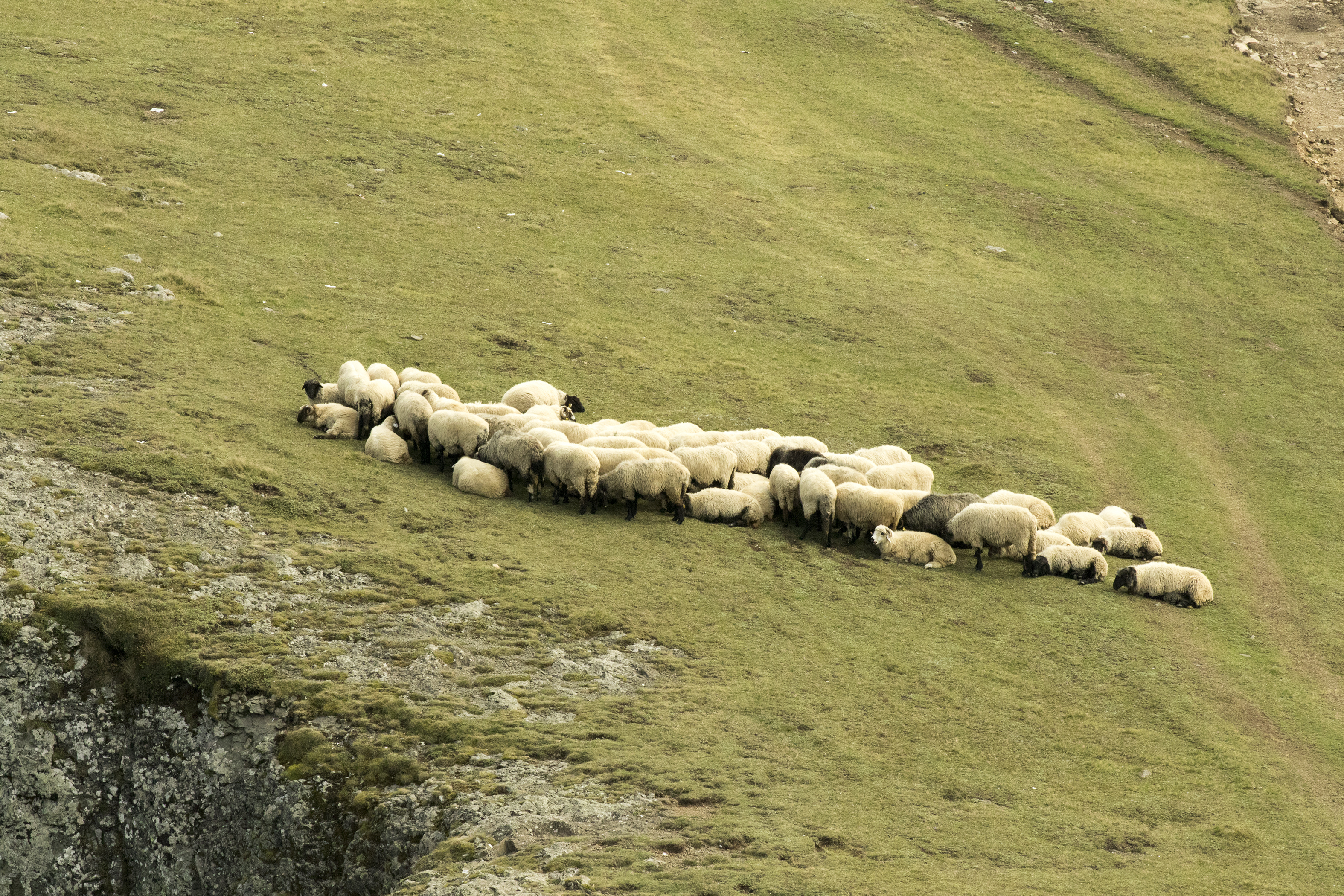
Karayaka pâturant en montagne.

Les troupeaux réalisent des transhumances : ils passent l'été dans les montagnes et redescendent vers la plaine en hiver.
Chaque individu peut produire entre 1,8 et 2,4 kg d'une laine grossière servant à la confection de matelas,.
La production de lait de la Karayaka est la plus basse de toutes les races ovines turques. Les brebis produisent entre 40 et 45 litres de lait sur 130 à 140 jours de lactation,. Elles ont un ou deux agneaux qui sont sevrés au bout de sept semaines. Bien que la race ait un taux de fertilité assez bas, la qualité de la viande d'agneau est « bonne » et est meilleure que les autres races locales.

## Population et protection
En 1983, la race était constituée de 1,7 million de têtes et représentait 3,5 % de l'élevage ovin du pays,. En 1989, elle représentait 2,4 %.
Depuis son nombre a fortement diminué et était estimé entre 500 000 et 600 000 individus en 2017, soit moins de 5 % de l'élevage ovin turc. La race pure est protégée par le ministère de l’agriculture turc depuis 2006 pour conserver la souche génétique.

## Croisements
Des tentatives d'amélioration de la race par croisement ont été réalisées à plusieurs reprises : dans les années 1950 avec des Mérinos et avec des races à viande anglaises à la fin des années 1980.
Un mouton croisé Bafra est issu d'un croisement entre un Karayaka et un Chios, une race ovine de Grèce.